# Williams FW25
Williams FW25 je Williamsov dirkalnik Formule 1, ki je bil v uporabi v sezoni 2003, ko sta z njim dirkala Ralf Schumacher in Juan Pablo Montoya ter Marc Gené, ki je na eni dirki zamenjal Schumacherja. FW25 je bil eden najuspešnejših Williamsovih dirkalnikov zadnjih sezon, saj je bil Montoya vse do predzadnje dirke sezona za Veliko nagrado ZDA v igri za dirkaški naslov prvaka, toda na koncu je zasedel tretje mesto. Tako Ralf Schumacher kot Montoya sta dosegla po dve zmagi, ob tem pa še osem uvrstitev na stopničke, štiri najboljše štartne položaje in štiri najhitrejše krogo. Na koncu je to za Williams pomenilo drugo mesto v konstruktorskem prvenstvu z 144-imi točkami, štirinajst točk za konstruktorskem prvakom Ferrarijem.

## Popolni rezultati Formule 1
(legenda) (Odebeljene dirke pomenijo najboljši štartni položaj)
| Leto | Motor   | Gume | Dirkači    | 1   | 2   | 3   | 4   | 5   | 6   | 7   | 8   | 9  | 10  | 11 | 12  | 13  | 14  | 15  | 16  | Toč | Prv |
| ---- | ------- | ---- | ---------- | --- | --- | --- | --- | --- | --- | --- | --- | -- | --- | -- | --- | --- | --- | --- | --- | --- | --- |
| 2003 | BMW V10 | M    |            | AVS | MAL | BRA | SMR | ŠPA | AVT | MON | KAN | EU | FRA | VB | NEM | MAD | ITA | ZDA | JAP | 144 | 2.  |
| 2003 | BMW V10 | M    | Montoya    | 2   | 11  | Ret | 7   | 4   | Ret | 1   | 3   | 2  | 2   | 2  | 1   | 3   | 2   | 6   | Ret | 144 | 2.  |
| 2003 | BMW V10 | M    | Schumacher | 8   | 4   | 7   | 4   | 5   | 6   | 4   | 2   | 1  | 1   | 9  | Ret | 4   |     | Ret | Ret | 144 | 2.  |
| 2003 | BMW V10 | M    | Gené       |     |     |     |     |     |     |     |     |    |     |    |     |     | 5   |     |     | 144 | 2.  |